# Новая, или Евангельская жизнь
«Новая, или Евангельская жизнь» — программная статья Ивана Проханова, опубликованная им в журнале «Христианин» (№ 1, 1925 год). В ней Проханов описал будущую жизнь общества людей, изменённых Евангелием. Статья являлась элементом создаваемой им теоретической базы для организации евангельских коммун в СССР с перспективой дальнейшего развития в образцовые религиозные поселения по типу Евангельска.
Представления Проханова о будущей жизни перекликаются с ожиданиями христиан наступления Тысячелетнего Царства, с той разницей, что Проханов при этом, по-видимому, не ждал скорого второго пришествия Христа.

## Разъяснение
В связи с тем, что далеко не все верующие одобрили идеи Проханова, он в этом же номере журнала «Христианин» обратился к читателям с разъяснениями. Кроме того, он использовал все свои ораторские способности, чтобы в ходе 10-го Всесоюзного съезда убедить делегатов, что активное участие в труде по обновлению человеческой жизни есть Божья заповедь.

## Значение

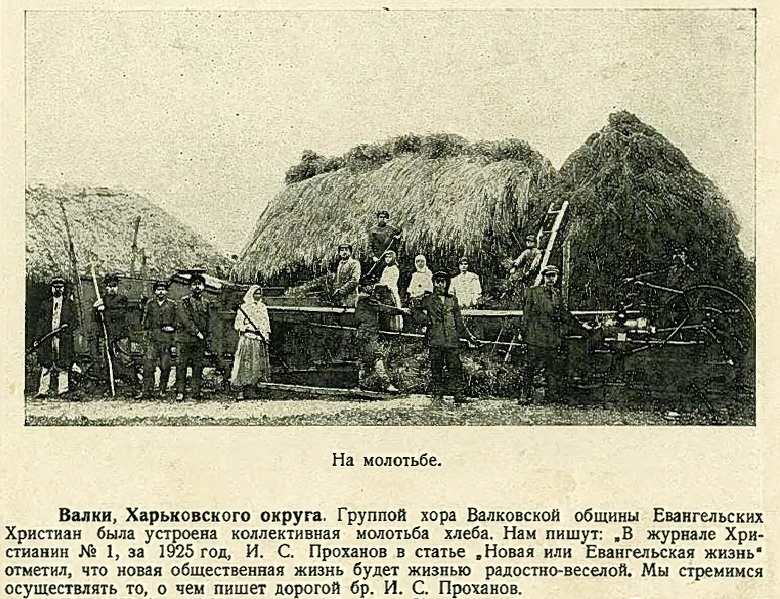
Коллективный труд евангельских христиан (прохановцев), как ответ на статью «Новая, или Евангельская жизнь». Обратите внимание на заметку ниже фотографии

Наряду с выпущенной в 1918 году брошюрой Проханова «Евангельское христианство и социальный вопрос», статья «Новая, или Евангельская жизнь» подвела богословский и практический базис под христианское кооперативное движение и практику создания христианских трудовых коммун.
Так, к 1924 году 25 коммун по 20-25 семейств было создано только в общинах Союза баптистов, аналогичное движение развивалось и в Союзе евангельских христиан. Они показали высокую эффективность. На волне этого движения Иван Проханов в 1927 году даже планировал создание в Сибири Евангельска — христианского Города Солнца, однако ни этот проект, ни в целом движение христианских коммун не получили развития из-за начала сталинских репрессий против христиан-протестантов.

## Взгляды Проханова на общественное устройство и богословие

И. С. Проханов

По собственному признанию Проханова, ему были близки идеи социализма: «я полностью симпатизировал всем этим идеалам и желал, чтобы они осуществились как можно скорее». Разумеется, он не мог принять свойственного социализму отрицания Христа и вообще религии: «Я думал, что это не логично, потому что их идеи свободы, равенства и братства и социалистических принципов заимствовались часто из учения Христа и его религии».
Как отмечал богослов Андрей Пузынин, по замыслу Ивана Проханова, «христианство должно было стать пятым элементом социализма, чтобы сделать его совершенным». Христианский социализм Проханова («идея освобождения в евангелической форме»), по мнению Пузынина, был помещен в «модернистские и романтические рамки XIX столетия».

## Мнения историков о статье

### История ЕХБ в СССР
Статья была высоко оценена авторским коллективом книги «История ЕХБ в СССР» (представляющей официально-конфессиональный взгляд ВСЕХБ на свою историю). По мнению авторов, в статье было показано, что «новая жизнь невозможна без обновления личной жизни каждого человека» и что новое, преобразованное, общество может быть построено лишь духовно возрождёнными людьми. И чем больше будет таких людей, тем быстрее преобразится общество.

### Татьяна Никольская
С выводами авторов «Истории ЕХБ в СССР» не согласилась историк Татьяна Никольская, которая сочла, что Иван Проханов, напротив, выразил материалистическую позицию, считая «что „грубые нравы изменятся к лучшему“ в результате правильно построенного труда и здорового образа жизни (а не веры в Бога и духовного обновления)». По её мнению, описанное Прохановым общество мало отличается от коммунистических утопических проектов, авторы которых надеялись преобразовать общество коллективным трудом и стандартизацией быта.

### Лев Митрохин
Религиовед и философ Лев Митрохин подчеркнул, что представленную Иваном Прохановым программу не следует считать противопоставлением социалистическому строительству и культуре, которые отрицают веру в Бога. «Если он и выдвигал альтернативы, то, скорее, не „советскому обществу“ — это весьма лукавая категория, а конкретному деспотическому правлению, далекому от гуманности и веротерпимости», — отметил Митрохин.
По мнению Митрохина, в своей программе Проханов отстаивал интересы «удобного христианства», то есть Церкви, которая не отделена от «мира», а, напротив, сливается с ним. «Он не противопоставлял, а, скорее, приближал христианский мир к миру светскому. И если его доктрина и несла какую-то угрозу, то не массовому атеизму, а традиционному протестантизму, теряющему свое неотъемлемое — трансцендентное— измерение».

## Переиздание
Статья была переиздана в 2009 году в брошюре с примечаниями историка Владимира Попова.